# Patrinia villosa
Patrinia villosa là một loài thực vật có hoa trong họ Kim ngân. Loài này được (Thunb.) Juss. mô tả khoa học đầu tiên năm 1807.

## Hình ảnh

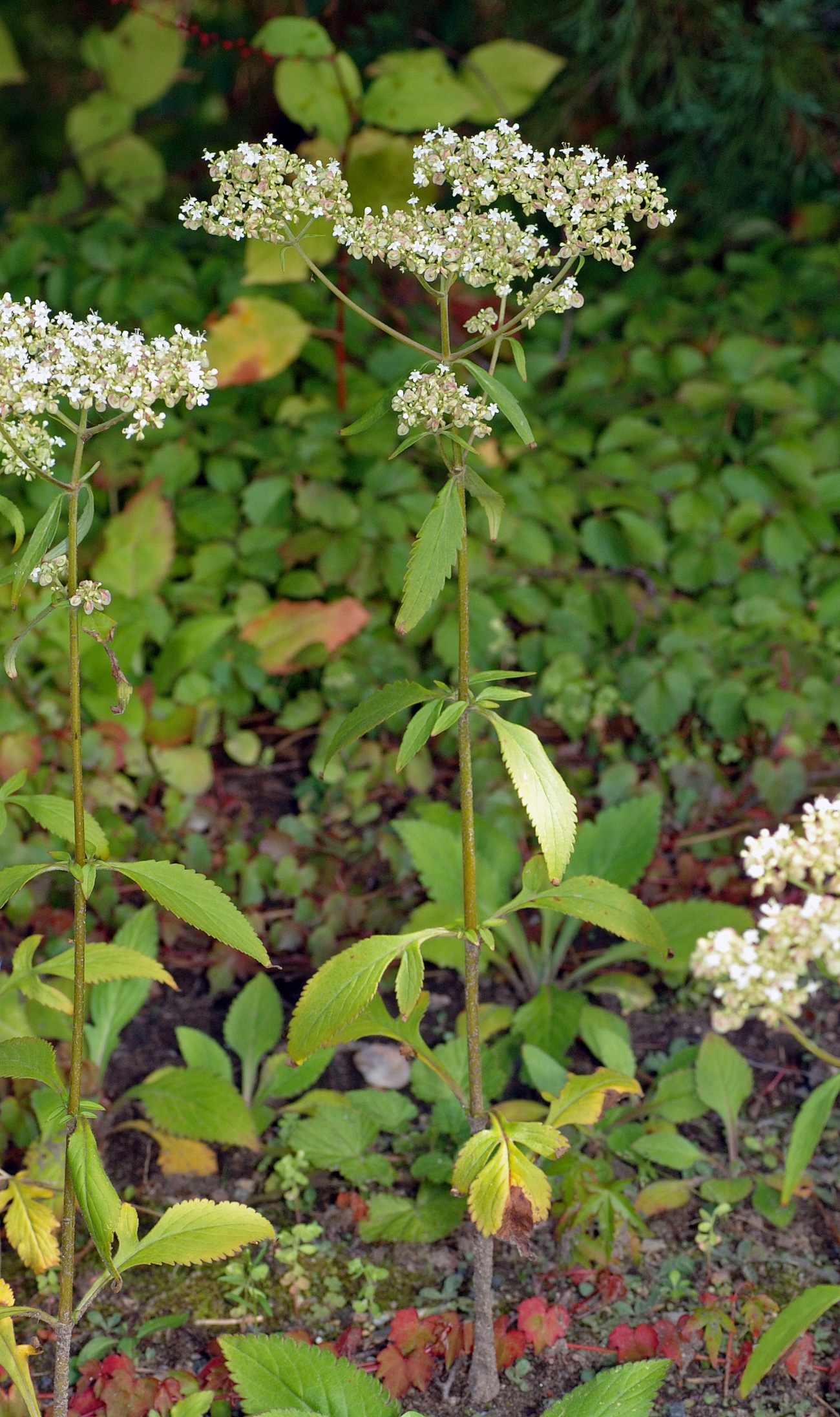
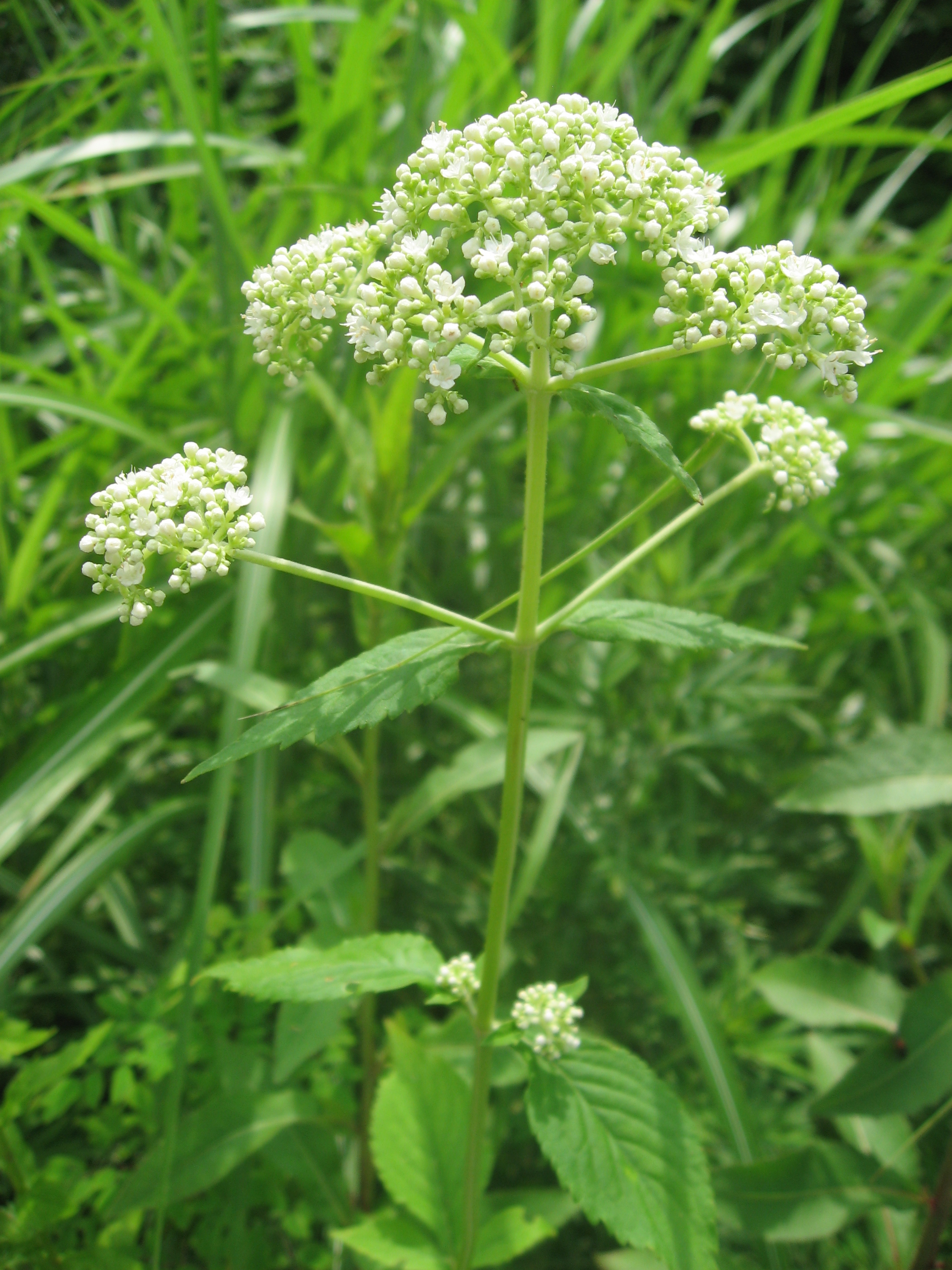